# Принадена стойност
Принадена стойност е понятие, използвано от  Карл Маркс за тази част от новопроизведената от наемния работник стойност, която надвишава стойността на работната му сила.
В своята книга "Капиталът" Маркс разглежда принадената стойност като незаплатен човешки труд, материализиран в стока - незаплатен на този, който го е извършил. В т.нар. "необходимо работно време" работникът създава стойност, равна на стойността на неговата работна сила, а в допълнителното или "принаденото" работно време той де факто работи за капиталиста и създава принадената стойност.
Маркс разглежда принадената стойност като абсолютна и относителна в зависимост от това по какъв начин може да се увеличава (съответно намалява) нейната величина:
- абсолютна – увеличавана по пътя на удължаване на работния ден;
- относителна – увеличавана вследствие съкращаване на "необходимото работно време", което променя съотношението между "необходим" и "принаден" труд в рамките на един работен ден. Намаляването на "необходимия труд" се дължи на увеличаването на производителността на труда в отраслите, в които се произвеждат средствата за съществуване. Тогава е нужен по-малко труд за производство на същата като преди маса от средства за съществуване на работниците, т.е. стойността на тези средства намалява. А това значи, че работниците могат да бъдат купени по-евтино. Сега е достатъчно да работят по-малко време, за да "изкарат" заплатите си и остава повече време да работят безплатно за капиталиста.

Накратко, взето като цяло, наемните работници създават чрез труда си повече стойност, отколкото им плащат като заплата (цената на тяхната работна сила) т.нар. капиталисти. Тази стойност "в повече" е принадената стойност.
Принадената стойност не е нищо друго, освен излишъка труд, който работникът дава свръх онова количество опредметен труд, което той е получил в собствената си работна заплата, като стойност на своята работоспособност. 

## Разширено обяснение

### Стойност, разменна стойност и цена
Преди да се обяснява какво е принадена стойност, трябва да се даде поне бегло обяснение какво е стойност, разменна стойност, пари и цена.
Стойността на стоките (по Маркс) се състои не в това, че са полезни неща или „потребителни стойности“, а в това, че тези полезни неща са продукти на човешки труд и то предназначени за размяна с други полезни продукти на човешки труд в едно общество, в което размяната на продуктите на труда исторически вече се е утвърдила като господстващо обществено отношение между частните производители.
Стойността на продуктите на труда, произвеждани като стоки, е чисто обществена характеристика или свойство на тези продукти. 

Стойността е овещественият (опредметеният) в стоката „обществено необходим труд“. Величината на стойността зависи от количеството на този труд. За да бъдат съизмерими стоките по труда, трябва самият този труд да е еднороден. Всеки конкретно вложен от някой производител частен труд, с който е произведена дадена стока трябва да има някакво значение като еднакъв за всички стоки труд, за да може да се сравняват стоките като стойности. Маркс казва, че доколкото стоките са стойности, то те се състоят от вложеният от някой производител труд, но само доколкото това е „обществено необходимия труд“ за производството им. Без значение дали я е произвел с повече или по-малко труд, стойността на стоката му има някаква текуща величина като определено количество „обществено необходим труд“, тоест този вид стока си има някакво „обществено необходимо работно време“, за което е обществено оправдано да се произведе нужното количество от нея със средната за отрасъла интензивност на труда. 
Обществено необходимо работно време е онова работно време, което при съществуващите нормални за дадено общество условия на производството и при обществено средна степен на умение и интензивност на труда е необходимо за изработването на някоя потребителна стойност. Напр. след въвеждането на парния тъкачен стан в Англия е бил достатъчен може би само половината от предишния труд за преработката на дадено количество прежда в тъкан. Всъщност английският ръчен тъкач и след това е имал нужда за тази преработка от същото работно време, както и по-преди, но продуктът на неговия индивидуален работен час вече е представлявал само половин обществен работен час и затова стойността на този продукт е спаднала наполовина. Следователно само количеството на обществено необходимия труд, или обществено необходимото работно време, за произвеждането на една потребителна стойност определя величината на нейната стойност. Отделната стока тук изобщо се взема като среден екземпляр от своя вид.
Човекът използва силите на природата за формирането на “потребителната стойност” на стоките, но стойността на стоките като обществено валидна значимост се формира само от степента, в която човекът участва в производството, изразходвайки работната си сила, от количество вложен човешки труд, но не какъвто и да е труд, а труд като част от "обществено необходимия труд".
Стойността също така не е нещо фиксирано. Дори при вече произведена и лежаща в склада стока стойността й се променя с промяната в „обществено необходимия труд“ за производството на новите екземпляри от същата стока, а може и да изчезне временно, ако нуждата от стоката е задоволена и после пак да се появи, когато нуждата от стоката се появи. Може стоката в склада да е имала определена стойност, но тази стойност по някое време напълно да изчезне и да не се появи никога пак, ако нуждата, която преди е задоволявала тази стока започне да се задоволява от друга стока, изместила на пазара първата. Може също стоката в склада да се окаже необходима като вид стока, но да е произведено по-голямо количество от необходимото. Тогава цялото това по-голямо количество, лежащо в склада има стойност само колкото необходимото количество и всяка отделна част от него може да бъде реализирана или на по-ниска цена или само определено количество да бъде реализирано на нормалната цена (както когато е произведено точно нужното количество), а остатъкът да се превърне в резултат на излишен труд, тоест нещо без стойност и съответно без „разменна стойност“.
Разменната стойност на една стока спрямо друга стока е съотношението в което се разменя едно количество от едната стока срещу друго количество от другата стока. Разменната стойност на хляба, изразена в яйца е 5:1 [пет яйца за един хляб]. Осъществява се размяна на „потребителни стойности“, но количественото съотношение между тези „потребителни стойности“ има за основа „стойността“ (материализираното в стоката количество труд) на всяка от тези „потребителни стойности“. 

Стойността на продуктите на труда като изразходване на човешка работна сила е така да се каже „коза ностра“ между човеците и няма нищо общо с изразходването на работната сила на воловете, когато теглят ралото под стимулиращите сръчквания на остена на орача, нито с работата на машините или „труда“ на роботите, или пък с „труда“ на ябълковото дърво при произвеждането на ябълките, нито с „работата“ на природните сили за подобряването на качеството на виното при отлежаването му. Съответно "разменната стойност" е отношение между количества човешки труд.
Доколко някои от икономистите са заблудени от присъщия на стоковия свят фетишизъм, или от предметната привидност на обществените определения на труда, доказва между другото скучноблудкавият спор върху ролята на природата в образуването на разменната стойност. Тъй като разменната стойност е определен обществен начин на изразяване на изразходения за дадено нещо труд, тя не може да съдържа повече природно вещество, отколкото например валутният курс. 
Цената е изразяване на стойността на дадена стока, чрез стойността на едно определено количество от една особена, универсална стока - стоката-пари (злато или сребро).
За по-голяма простота аз навсякъде в това съчинение приемам, че парична стока е само златото.
Обаче стоката-пари не може да има цена, защото тогава трябва да изразява стойността си със стойността на самата себе си. 
Прочетете някой ценоразпис отдясно наляво и ще намерите величината на стойността на парите, изразена във всевъзможни стоки. Парите, напротив, нямат никаква цена. За да могат да участват в тази единна относителна стойностна форма на другите стоки, те би трябвало да се отнасят сами към себе си като към свой собствен еквивалент
Стоката-пари или просто парите пък са нещо различно от паричните знаци като числата върху банкнотите, които само заместват парите (стоката-пари) в обращението и са само техни (на парите) представители.
Само доколкото книжните пари представляват определени златни количества, които, както всички други стокови количества, са и стойностни количества — само дотолкова те са знаци на стойността. 
Във всекидневното движение на цените това изразяване на стойността на една стока чрез стойността на стоката-пари съдържа в себе си и възможността за несъвпадение или отклонение, несъответствие на изразяемото (стойността на някоя стока) и изразяващото (стойността на определено количество злато).
… възможността за количествено несъвпадение между цена и величина на стойността,
или за отклонение на цената от величината на стойността, лежи в самата ценова форма. Това не е недостатък на тази форма, а, напротив, я прави адекватна форма на такъв начин на производство, при който правилото може да си пробие път през безредния хаос само като сляпо действуващ среден закон.
Но ценовата форма допуска не само възможността за количествено несъвпадение между величината на стойността и цената, т. е. между величината на стойността и нейния собствен паричен израз, но може да крие в себе си едно качествено противоречие, вследствие на което цената изобщо престава да бъде израз на стойността, макар че парите представляват само форма на стойността на стоките. Неща, които сами по себе си не са стоки, напр. съвестта, честта и др., могат да бъдат продавани за пари от техните притежатели и така, чрез своята цена, да придобият стокова форма. Така че дадено нещо може формално да има цена, без да има стойност. Ценовият израз тук става имагинерен, както известни величини в математиката. От друга страна, и имагинерната ценова форма — напр. цената на неразработената земя, която няма стойност, понеже в нея не е овеществен човешки труд — може да крие в себе си
едно действително стойностно или производно от него отношение.

### Принадена стойност
Маркс разглежда вложения капитал (к) като постоянен (c) и променлив (v).
к = c + v
Постоянният капитал (c) е стойността на средствата за производство, а променливият капитал (v) е стойността на средствата за съществуване на наемните работници или стойността на работната сила.
Маркс вижда само в работната сила свойството да създава стойност, защото тя е източникът на човешки труд, който е субстанцията на стойността на стоките. И само работната сила, по време на нейното потребление в производството, може да формира нова стойност, превишаваща нейната собствена – това превишение именно е принадената стойност (m). Затова и кръщава стойността на работната сила „променлив капитал“ (v) – капитал, който променя стойността си. Постояннтият капитал (c), както показва наименованието му, не се променя като стойност. Като стойност той се пренася в стойността на новопроизведената стока.
к = c + v ----> Производство----> c + v + m = к’
Примерно за един оборот на капитала и само един наемен работник:
10000к = 9 000c +1 000v ----> Производство----> 9 000c + 1 000v + 3 000m =13 000к’
к = 10 000 $– стойност на вложения капитал
c = 9 000 $– стойност на разходите за материали, амортизации и пр. и пр.
v = 1 000 $– стойност на работната сила 
m = 3 000 $– принадена стойност
В този пример стойността е изразена в пари, тоест в количество от стоката-пари (злато), чиято стойност се взима за единица мярка на стойността на всички други стоки. Например ако 1500 $ са просто името на една унция злато и една унция злато има два пъти по-голяма стойност от един смартфон, то стойността на смартфона  се изразява със 750 $. Ако изразим стойността като работно време, същия пример може да изглежда така, :
20к = 18c + 2v ----> Производство----> 18c + 2v + 6m = 26к’
k = 20 часа. – стойност на вложения капитал
c = 18 часа. - стойност на материалите, амортизации и пр. и пр.
v = 2 часа. - стойност на работната сила
m = 6 часа. - – принадена стойност

В примера, ако за производството на средствата за съществуване на наемния работник (v) са нужни 2 часа, а той работи 8 часа, то той е „създал“ принадена стойност равна на 6 часа материализиран в стока труд. „Създал“ е в кавички, защото всъщност това е 6-часово изразходване на работна сила, след необходимото изразходване на двата часа. За тези два часа работникът възпроизвежда за работодателя стойността на „работната си сила“, която приехме, че работодателят му е платил предварително срещу стоката "еднодневна работна сила", а остатъкът от работното му време формира стойност за работодателя (капиталиста) която става негова (на капиталиста) собственост още при самото й раждане и която той присвоява без еквивалент, като паднала му от небето. Носител на тази стойност е разбира се някакъв полезен продукт. По-точно казано, стоката е „полезен продукт на труда“ от гледна точка на потреблението и „стойност“, от гледна точка на размяната й срещу друг вид стоки.
Като потребителни стойности стоките са преди всичко различни по качество; като разменни стойности те могат да бъдат различни само по количество, следователно не съдържат нито атом потребителна стойност.

### Степен на експлоатация
Степента на експлоатацията на работниците се определя от това колко време те работят за себе си ("необходимото работно време", равно на работното време за производство на стоките, необходими за възстановяване на работната сила ) и колко за работодателя. Това се дефинира като m/v, което е всъщност "нормата на принадената стойност". В примера се получава, че степента на експлоатация е 3000m/1000v или [(6 часа принаден труд)/(2 часа необходим труд)], което е 300%. (Трябва да се има предвид, че това е приведено работно време, защото различните по интензивност трудови дейности изразходват различно количество човешка работна сила, тоест формират различно количество стойност за единица време.)

### Начини за увеличаване на принадената стойност.
Както всеки знае или поне е почувствал на свой гръб или на чужд, един от начините за увеличаване на принадената стойност е удължаване на работното време.Това Маркс нарича “увеличаване на абсолютната принадена стойност”. 
Друг начин е интензифициране на труда над средното обществено ниво, като по този начин първо намалява времето, за което работниците възпроизвеждат стойността на работната си сила, и второ – произвеждат по-голяма маса принадена стойност. Масата или количеството на принадената стойност се увеличава не само защото сега работниците работят безплатно по-дълго, но и защото работят по-интензивно и за единица време формират повече стойност. 

За стойността на стоките няма значение в каква точно полезна форма се изразходва работната сила, но има значение разликата в интензивността на различните видове труд. Съответно, за единица време различните видове труд формират различно количество стойност. Например един по-високо квалифициран труд може да формира повече стойност за единица време от един ниско квалифициран труд, защото използва по-пълно човешкия потенциал за труд. При по-високо квалифицирания труд, изразходването на човешкия работен потенциал, така да се каже, изтича през повече или по-широки канали и затова при квалифицирания труд се изразходва повече „човешка работна сила“ за единица време, отколкото при неквалифицирания труд. 
По-сложният труд е само подигнат в степен, или по-скоро умножен прост труд, така че по-малко количество сложен труд се равнява на по-голямо количество прост труд. 
Принадената стойност се увеличава и посредством увеличаване на производителността на труда в отраслите, които произвеждат средствата за съществуване. Когато това става, "обществено необходимият труд" за производството на средствата за съществуване намалява, тоест стойността им намалява. Намалява стойността на работната сила - работниците стават по-евтини. Сега е нужен по-малко труд, за да се възпроизвежда стойността на работната сила в сравнение с времето преди 50 години например. Намаляването на стойността на работната сила значи, че сега за по-кратко време наемните работници възпроизвеждат заплатите си и остава повече време да работят безплатно, тоест да обогатяват капиталиста. Това Маркс нарича “увеличаване на относителната принадена стойност”. От друга страна, това че работниците сега работят по-малко време за себе си, или което е същото — повече време за капиталистите, не значи, че не получават повече и по-качествени “потребителни стойности” от преди, да кажем 100 години. Поради увеличаването на производителността на труда (усъвършенстване на машините, появата на нов вид машини, автоматизация, роботизация, подобряване на организацията на производство), заплатите в дългосрочен план може да намаляват като стойност, но понеже намаляват чак след като вече е намаляла стойността на стоките, които се купуват със заплатите, постепенно се формира едно ново статукво на това в какво може да се превърне заплатата като потребителна стойност. С други думи, заплатата може да намалява, но в същото време работниците може да могат да купуват  повече и по-качествени продукти от преди; и това да става при увеличена принадена стойност, която се присвоява първоначално от промишления капиталист, а после се разпада на печалба, лихва, рента, данъци и др.
(При всички тези изследвания на същността на нарастване на стойността се приема, че цялата продукция е обществено необходима и се продава без никакви проблеми, за да се разгледат нещата в най-чист вид. Освен това се приема, че на пазара стоките се разменят като еквиваленти, тоест разменят се две различни количества стоки, които са с една и съща стойност. 10 яйца = 2 хляба. Приема се, че 10 яйца и 2 хляба като стойности са равни. Това е научен подход за изследване и не значи, че Маркс твърди, че стоките винаги се разменят танто за танто. Напротив, много по-нататък се обяснява защо стоките не се разменят като еквиваленти, а цените им се колебаят около т.нар. „производствени цени“, които от своя страна са равни на стойността на вложения капитал плюс средната печалба, която пък за всеки отделно взет производител не съвпада с принадената стойност, изстискана от работниците в неговото предприятие. Но в случая абстрахирането от всички влияния върху размяната на стоките като еквиваленти (равностойности) е необходимо за изясняване на тайната на нарастването на стойността и съответно на капитала: как е възможно всички производители да получават от пазара повече стойност под формата пари при продажбата на своята стока, отколкото преди това са дали за купуване на средства за производство и работна сила (при предпоставката че разменят еквиваленти)? Или как е възможно всички капиталисти да са на печалба? Кой е източникът на тази печалба, каква е нейната същност?)

### Капиталист, занаятчия, наемен работник
Като произвежда и продава своята стока, занаятчията или самостоятелният работник не става собственик на стоки с по-голяма стойност, отколкото самият той е вложил като материали (и пр.) и добавил (принадил) чрез труда си в процеса на производство. Той, също както наемният работник, може да добави повече стойност от стойността на средствата си за съществуване в процеса на производство, но накрая се оказва собственик на стока с не повече стойност, отколкото самият той е вложил като общо количество труд (вкл. материалите и пр. като материализиран минал труд). В този смисъл самостоятелният работник се различава от капиталиста по това, че не извлича “печалба”, но и никой не си присвоява без еквивалент част от продукта на труда му, какъвто е случая с наемния работник. 
Промишлените капиталисти именно затова реализират печалба, и именно затова техните вложения стават капитал, защото стават собственици на част от продукта на чужд труд още при производството му, без да дават нищо, в замяна на това. Именно това е и основното свойство на капитала – стойност, която нараства за нейния собственик, но без този собственик да е източника на това нарастване. Затова и занаятчията, който използва само своя труд не е капиталист и неговите „инвестициии“ не са капитал.
Затова и дори самият капиталист да работи в собственото си предприятие, то печалбата му се дължи не на резултатът от собствения му труд, а на резултатът от чужд труд – трудът на наетите работници. Придобивайки резултатът на собствения си труд (като част от цялата продукция) той, също както занаятчията, става собственик на не повече от това, за което самият той е допринесъл. По този начин, от самия свой принос за увеличаване на стойността на вложения капитал, той не може да „спечели“, не може да придобие повече, отколкото е дал. Може да спечели само като присвоява част от произведеното от наемните работници – частта от продукцията със стойност=„принадената стойност“.
Ако приемем, че и капиталистът работи, тогава може да представим нещата така:
Вложен капитал или стойност на инвестицията = c + (v + v1) 
Произведен капитал или стойност на произведеното = c + (v + v1) + m + m1,
Където v1 e стойността на средствата за съществуване на капиталиста, а m1 e прибавената от него стойност, след като е възпроизвел стойността v1. Тук отново само m (принадената стойност) e това „в повече“, което придобива капиталистът свръх това, което самият той е инвестирал и прибавил чрез труда си.  
Колкото повече работници експлоатираш, толкова повече принадена стойност извличаш. Друг е въпросът, че печалбата на промишления капиталист (това може да е и собственика на частен театър или опера) е само част от плячката “принадена стойност”, която той е принуден да споделя с разни други дейни и бездейни люде под формата на лихва, рента, данъци, търговски отстъпки и др. Също така в зависимост от т.нар. "органичен състав" на капитала му (c/v), се получава така, че той продава стоката си на цени под стойността й, ако отношението (c/v) на капитала му е под средния за всички капитали, като по този начин просто подарява част от принадената стойност на купувачите; или пък реализира добавъчна печалба, ако (c/v) на капитала му е над средния за всички капитали. Това обаче се отнася към въпроса за "производствените цени" и тенденцията за установяване на средна норма на печалба.

## Схематично представяне
ЧИСЛОВ ПРИМЕР ПО ГОРНАТА СХЕМА: